# 東京放課後サモナーズ
『東京放課後サモナーズ』（とうきょうほうかごサモナーズ、-Tokyo Afterschool Summoners-）は、ライフワンダーズ合同会社（Lifewonders, LLC）から配信されているiOS・Android用ゲームアプリ（LGBT向けカードバトルRPG）。略称は『放サモ』。基本プレイ無料でアイテム課金が存在する。2016年12月2日にiOS版、同年12月15日にAndroid版がリリースされた。

## 概要
ジャンルは、カードバトルRPG。異世界からやってきた「獣人」「鬼」「天使」「魔族」などといった様々な種族が暮らしている東京に召喚された主人公は、元の世界に戻るための唯一の手がかりであるSNSアプリの謎を解くために東京23区で行われるサバイバルゲームに参加する。ストーリーはLGBT向けの内容になっている。シナリオとバトルからなる「クエスト」をプレイすることで、物語を進行させ、味方キャラクターやアイテムを入手して強化していくことがゲームの主な目的となる。
キャラクターデザインは複数のイラストレーターが担当している。

## 登場キャラクター
キャラクター毎にレアリティや属性が異なる別バージョンのものがあり、それらは同一パーティには編成できない。

### メインキャラクター
主人公（デフォルト名なし）
声 - 山口勝平 / 松井菜桜子 / 保坂俊行 / 天野ユウ / 富士蒼涼→小田敏充（2017年12月より）
本作の主人公。外見と性自認、キャラボイスは自由に選べ、いつでも変更することができる。記憶を失っており目を覚ました時には自分の知らない東京にいた。何故か新宿学園に転校の手続きがされており、シロウ達と同じクラスになる。プレイヤーの選択にもよるが基本的には誰に対しても優しく、正義感も強い。本人自身が神器などを召喚する力を持つが彼自身も何者かによって召喚された存在である。とある理由から様々な人物と一方的な面識を持たれておりそれゆえ沢山の人物と仲が良く、好意を持っている人物も少なくない。サモナーズというギルドのギルドマスターになる。剣の形をした神器を持っており様々なものを断ち離す『離断』の権能を持つ。
イベントではサモナーズのギルドマスターとして親しいギルドからの招待を受けたり、自ら進んで事件に首を突っ込んだりしつつも交友関係を広げている。ただし、イベントでの彼はメインストーリーとは別の世界線であるためイベントで親しくなってもメインだと知らない。
メインストーリーでは上記の通り記憶を失った状態で東京におり、サロモンくんからアプリの説明を受けたりリョウタと知り合った矢先に鬼に襲われる。その場は何とか切り抜け鬼とも和解し、シロウ、ケンゴとも知り合う。その後は何故か神宿学園に転校することになっていたためそのまま入学。直後にシロウがアプリによる事故で取り乱したためシロウを助けに向かい、そこで意図せず街を崩壊させてしまう。出会ったトウジから街を元に戻す方法を聞き事態を解決。それからも仲間を増やしながら成長していく。しかし主人公が色々と特別な存在であることから他のギルドの抗争や目的、暗躍に巻き込まれていくことになる。
サロモンくん
声 - 山口勝平
主人公が使うSNSアプリのマスコットキャラクター。アプリの知識で主人公をサポートする。様々な物事にすぐ3級とつける。一定の状況下だと出てくる事が出来ない。主人公以外の人物には基本見えない。
本居 シロウ（もとおり シロウ）
声 - 吉田真皐人→後藤ヒロキ（2019年2月より）
主人公が身を置いている神宿学園の委員長。主人公に対して好意を抱いている（初めて会った瞬間に一目惚れした）。頭が良くてギルドのまとめ役でもある。料理なども得意で手先が器用。幼い頃から読書が好き。基本的にその頭脳で仲間を導くが主人公の事になるとよくポンコツになる。本の形をした神器を持ち悪魔を使役したりなどする『開拓』の権能を持つ。
薬師丸 リョウタ（やくしまる リョウタ）
声 - 大浪嘉仁
食いしん坊でぽっちゃりとした体格が特徴の男子高校生。主人公が東京で最初に出会った人物。本居シロウ達と同じ学園に通っている。他人とコミュニケーションをとるのが上手で友達が多い。一方で友人は多いが親友と呼べるような特別な人物はおらず、その事に悩むこともある。杯の神器を持ち、傷を癒したりする力を持つ『豊穣』の権能を持つ。
高伏 ケンゴ（たかぶし ケンゴ）
声 - 岩永悠平
本居シロウの幼馴染。「拳の強さこそ全て」の武闘派キャラ。筋肉は凄まじいが頭はあまりよくない。というか馬鹿であり、よくシロウに叱られている。喧嘩っ早いが仲間の事は大切に思っている。口下手で不器用な性格のため拳で語る事が多い。神器は雷を発動させたり、自身の破壊力を増幅させる『無窮』の権能を持つ。
崎守 トウジ（さきもり トウジ）
声 - 丸中康司→稲葉純弥
退魔を生業にする一族の末裔。主人公の力、しいてはアプリの存在を危険視している。かなり真面目なためシロウ同様周りにツッコミを入れたりまとめたりすることが多い。頭は悪く無いがあまり他人と関わらないため不器用なところがある。鬼の血を引いている。結界などを使用することができ、二刀の神器を持つ。神器には斬ったものを『根絶』する権能を持つ。

### サブキャラクター
犬塚 モリタカ（いぬづか モリタカ）
声 - 山口勝平
シロウ達と同じ学園に通っている犬系獣人の「転光生」剣道部員。ケンゴと意気投合することが多い。将来の夢は立派な武士になることでそのために日々精進している。真面目で人当たりの良い性格。今亡き家族を大切に思っている。亡き父親から渡された刀の神器を使う。
風間 コタロウ（かざま コタロウ）
声 - 樹元オリエ
主人公達の前に立ちはだかる無邪気な天才少年忍者。風魔忍軍のためならどんなことでもする非情さを持つ。子供らしからぬ高い実力を持つ。
クロード
声 - 下総一薫
池袋ギルドバーサーカーズのギルドマスターである青年。大金持ちで強者が戦う姿を見ることを好む。裏では様々な陰謀を働かせている。
スノウ
声 - 下総一薫
クロードの執事を務める転光生。クロードを王として慕っており、様々な雑務から戦闘までこなす一流の執事。メリュジーヌとは何故か仲が悪い。
シュウイチ
声 - 牛木理人
本郷ギルドワイズメンの幹部である青年。基本的に人当たりが良いがその一方で様々な策略を巡らしており、そのためならば他人が犠牲になることも厭わない。自分の弟を自分の命よりも大事にし、溺愛している。
マリア
声 - 樹元オリエ
青山ギルドミッショネルズのギルドマスター代行。とても心優しい女性。実はマリアという人物は彼女の亡き友のことであり、彼女は本物のマリアではない。
アルスラーン
声 - 緒方賢一
青山ギルドの幹部。聖油を撒き散らして戦う獅子獣人転光生。自由奔放な性格だが、周りからは慕われている。
アザゼル
声 - 稲葉純弥
青山ギルドの幹部。山羊のような見た目をした堕天使の転光生。すべてを見通す眼を持つ。
ザバーニーヤ
声 - 平田広明
青山ギルドの幹部。「業火」の権能ですべてを焼き尽くす拷問官。非常に真面目な人物で自身を道具として考えている。
ニャルラトテプ
声 - 稲葉純弥
混沌を呼び寄せる青山ギルドのトラブルメーカー。様々なところで暗躍をしており、独特の喋り方をしている。一方で自身の創造主たる存在には高い忠誠心を持っている。
ハクメン
声 - 小林由美子
六本木ギルドの幹部でカジノの支配人。オピオーン・ルキフゲ連合軍に攻め込まれカジノは崩落。消息不明。後にオピオーンと激しい抗争をくり広げる。
オピオーン
声 - 中田譲治
オリュンポスの創造者。六本木ギルドの幹部で問題児。非常に傲慢な性格だが、妻に対する愛情は強い。
ルキフゲ・ロフォカレ
声 - よねざわたかし
六本木ギルドの幹部で問題児。オピオーンと政争を繰り広げる。強力な毒を使いこなす。とある人物に忠誠を誓っており、天然なところがある。
リヒト
声 - 下総一薫
六本木ギルドのギルドマスターだが実態はギルドのメンバーから見下されおりただの傀儡。本人もその状況を利用している。絵を描くのが趣味。
メリュジーヌ
声 - 戸板優衣
六本木ギルドのギルドマスターの側近メイド。池袋ギルドの執事とは犬猿の仲。リヒトに心からの忠誠を誓っている。
ツァトグァ
声 - 遠山大介
異世界オールドワンズから来たニート。元六本木ギルドの大幹部の一人でオピオーン達から狙われている。ゲームと蜂蜜が大好き。
ハヌマン
声 - 山口勝平
リョウタやツァトグァと仲が良い。風間コタロウとはお友達の関係。身体能力はとても高いが頭はあまり良くない。学校をほとんどサボっているが、後輩の面倒はしっかりと見ている。
断原 キリト（たちはら キリト）
主人公を敵視しているチンピラ。主人公を陥れるために裏で暗躍している。

## 歴史
- 2016年
  - 12月2日 - iOS版配信開始。
  - 12月15日 - Android版配信開始。